# Liste der Teilnehmer an Eishockey-Weltmeisterschaften
Die Liste der Teilnehmer an Eishockey-Weltmeisterschaften enthält alle teilnehmenden Nationalmannschaften von Weltmeisterschaften und für alle Nationen die Anzahl der Teilnahmen an der Top-Division bzw. der Teilnahmen insgesamt. An den 86 bis 2023 von der Internationalen Eishockey-Föderation IIHF durchgeführten Weltmeisterschaften der Herren nahmen insgesamt 62 Nationen teil, davon 31 an der A-Weltmeisterschaft bzw. Top-Division. Als 31. Nation nahm Südkorea an der Top-Division 2018 teil. In den unteren Divisionen nahmen 2023 erstmals die Philippinen und Indonesien teil.
Das Eishockeyturnier bei den Olympischen Sommerspielen 1920 mit sieben Teilnehmern gilt als erste Eishockey-Weltmeisterschaft. 1924 und 1928 Jahren wurden die Weltmeister jeweils bei den Olympischen Winterspielen ermittelt, erst ab 1930 gab es eigene WM-Turniere. Die Zahl der Teilnehmer stieg stetig, so dass 1952 erstmals eine B-Weltmeisterschaft und ab 1959 regelmäßig eine B- und eine C-Weltmeisterschaft ausgespielt wurde. Ab 1987 wurde sogar eine D- bzw. C2-Gruppe gespielt. Durch den Zerfall der Sowjetunion und SFR Jugoslawien stieg die Anzahl an WM-Teilnehmern 1993/94 sprunghaft an. Mit der WM 2001 wurden die Bezeichnungen der unteren Gruppen in Division I und Division II geändert; 2003 zusätzlich die Division III und 2020/21 die Division IV geschaffen. Im 21. Jahrhundert stieg insbesondere die Anzahl asiatischer Teilnehmer. Waren es 2000 noch fünf asiatische WM-Teilnehmer, so werden 16 Nationalmannschaften aus Asien an der WM 2021 teilnehmen.
Die IIHF sieht die Nationalmannschaften Russlands, Tschechiens bzw. Serbiens als Nachfolger der Mannschaften der Sowjetunion, der Tschechoslowakei bzw. Jugoslawiens an. Die Teilnahmen dieser Nationen wurden entsprechen aufaddiert.
Kursiv gesetzte Nationen nehmen 2023 nicht an den WM-Turnieren teil. Stand der Liste ist einschließlich der Turniere 2023.

## Liste
| Team                                                       | Teilnahmen A-WM/Top Div. | Teilnahmen Gesamt | Turnier 2023 |
| ---------------------------------------------------------- | ------------------------ | ----------------- | ------------ |
| Armenien                                                   | –                        | 04                | –            |
| Australien                                                 | 01                       | 37                | IIA          |
| Belarus                                                    | 19                       | 26                | –            |
| Belgien                                                    | 12                       | 58                | IIB          |
| Bosnien und Herzegowina                                    | –                        | 07                | IIIB         |
| Bulgarien                                                  | –                        | 52                | IIB          |
| Republik China (Taiwan)                                    | –                        | 05                | IIIA         |
| Volksrepublik China                                        | –                        | 43                | IB           |
| Dänemark                                                   | 21                       | 55                | Top          |
| Deutschland                                                | 67                       | 76                | Top          |
| Deutsche Demokratische Republik                            | 13                       | 27                | –            |
| Estland                                                    | –                        | 28                | IB           |
| Finnland                                                   | 69                       | 69                | Top          |
| Frankreich                                                 | 34                       | 69                | Top          |
| Georgien                                                   | –                        | 09                | IIA          |
| Griechenland                                               | –                        | 10                | –            |
| Großbritannien                                             | 18                       | 60                | IA           |
| Hongkong                                                   | –                        | 08                | IIIB         |
| Indonesien                                                 | –                        | 01                | IV           |
| Iran                                                       | –                        | 02                | IIIB         |
| Irland                                                     | –                        | 10                | (D)          |
| Island                                                     | –                        | 23                | IIA          |
| Israel                                                     | –                        | 30                | IIA          |
| Italien                                                    | 29                       | 65                | IA           |
| Japan                                                      | 13                       | 47                | IB           |
| Kanada                                                     | 76                       | 76                | Top          |
| Kasachstan                                                 | 11                       | 30                | Top          |
| Kirgisistan                                                | –                        | 03                | IIIB         |
| Kroatien                                                   | –                        | 28                | IIA          |
| Kuwait                                                     | –                        | 04                | IV           |
| Lettland                                                   | 31                       | 35                | Top          |
| Litauen                                                    | 01                       | 28                | IA           |
| Luxemburg                                                  | –                        | 22                | IIIA         |
| Malaysia                                                   | –                        | 02                | IIIB         |
| Mexiko                                                     | –                        | 22                | IIB          |
| Mongolei                                                   | –                        | 07                | IV           |
| Neuseeland                                                 | –                        | 26                | IIB          |
| Niederlande                                                | 04                       | 60                | IB           |
| Nordkorea                                                  | –                        | 27                | (IIIA)       |
| Norwegen                                                   | 41                       | 71                | Top          |
| Österreich                                                 | 34                       | 76                | Top          |
| Philippinen                                                | –                        | 01                | IV           |
| Polen                                                      | 29                       | 73                | IA           |
| Rumänien                                                   | 10                       | 64                | IA           |
| Russland (*) davon Sowjetunion                             | 63 34                    | 63 34             | –            |
| Schweden                                                   | 81                       | 81                | Top          |
| Schweiz                                                    | 55                       | 80                | Top          |
| Serbien (*) davon Serbien und Montenegro davon Jugoslawien | 01 – 01                  | 55 11 29          | IB           |
| Singapur                                                   | –                        | 02                | IIIB         |
| Slowakei                                                   | 27                       | 29                | Top          |
| Slowenien                                                  | 10                       | 29                | Top          |
| Spanien                                                    | –                        | 39                | IIA          |
| Südafrika                                                  | –                        | 30                | IIIA         |
| Südkorea                                                   | 01                       | 37                | IA           |
| Thailand                                                   | –                        | 03                | IIIA         |
| Tschechien (*) davon Tschechoslowakei                      | 82 52                    | 82 52             | Top          |
| Turkmenistan                                               | –                        | 04                | IIIA         |
| Türkei                                                     | –                        | 24                | IIB          |
| Ukraine                                                    | 09                       | 29                | IB           |
| Ungarn                                                     | 14                       | 67                | Top          |
| Vereinigte Arabische Emirate                               | –                        | 09                | IIB          |
| Vereinigte Staaten                                         | 74                       | 79                | Top          |

## IIHF-Mitglieder, die nie an einer Weltmeisterschaft teilgenommen haben
Folgende IIHF-Mitglieder haben noch nie an Weltmeisterschaften teilgenommen:
- Andorra  (D)
- Algerien  (D)
- Argentinien  (D)
- Aserbaidschan
- Brasilien
- Chile
- Indien  (C)
- Jamaika
- Katar  (C)
- Kolumbien  (D)
- Liechtenstein  (D)
- Libanon
- Macau
- Marokko  (D)
- Moldau
- Nordmazedonien  (D)
- Nepal
- Oman  (C)
- Puerto Rico
- Portugal  (D)
- Tunesien
- Usbekistan

sowie das ehemalige Mitglied Neufundland und das ehemalige angeschlossene Mitglied Namibia.